# Shib Koh (district)
Shib Koh est un des onze districts de la province de Farâh en Afghanistan.
Sa population, qui est composée d'environ 70 % de Pashtouns, de 15 % de Tajiks et de 15 % d'ethnies diverses, est estimée à 328 000 habitants en janvier 2005.
La capitale administrative du district est Shib Koh.